# Майское (Багратионовский район)
Майское — посёлок в Багратионовском районе Калининградской области. Входит в состав Нивенского сельского поселения.

## Население
| 2002 | 2010 |
| ---- | ---- |
| 187  | ↘177 |

## История
В 1910 году в Гросс Байорене проживали 108 человек.
В 1910 году в Паккерау проживало 188 человек, в 1933 году — 202 человека, в 1939 году — 231 человек.
В 1938 году Гросс Байорен был переименован в Баерсфельде, в 1950 году — в поселок Майское. В 1950 году Паккерау был переименован в поселок Ясное, в 1992 году — вошёл в состав поселка Майского.